# 理查德·里普利
理查德·里普利（英語：Richard Ripley，1901年6月23日—1996年7月14日），英国男子田径运动员，主攻短跑。他曾代表英国参加1924年夏季奥林匹克运动会田径比赛，获得男子4×400米接力铜牌。